# Causa de muerte (medicina)

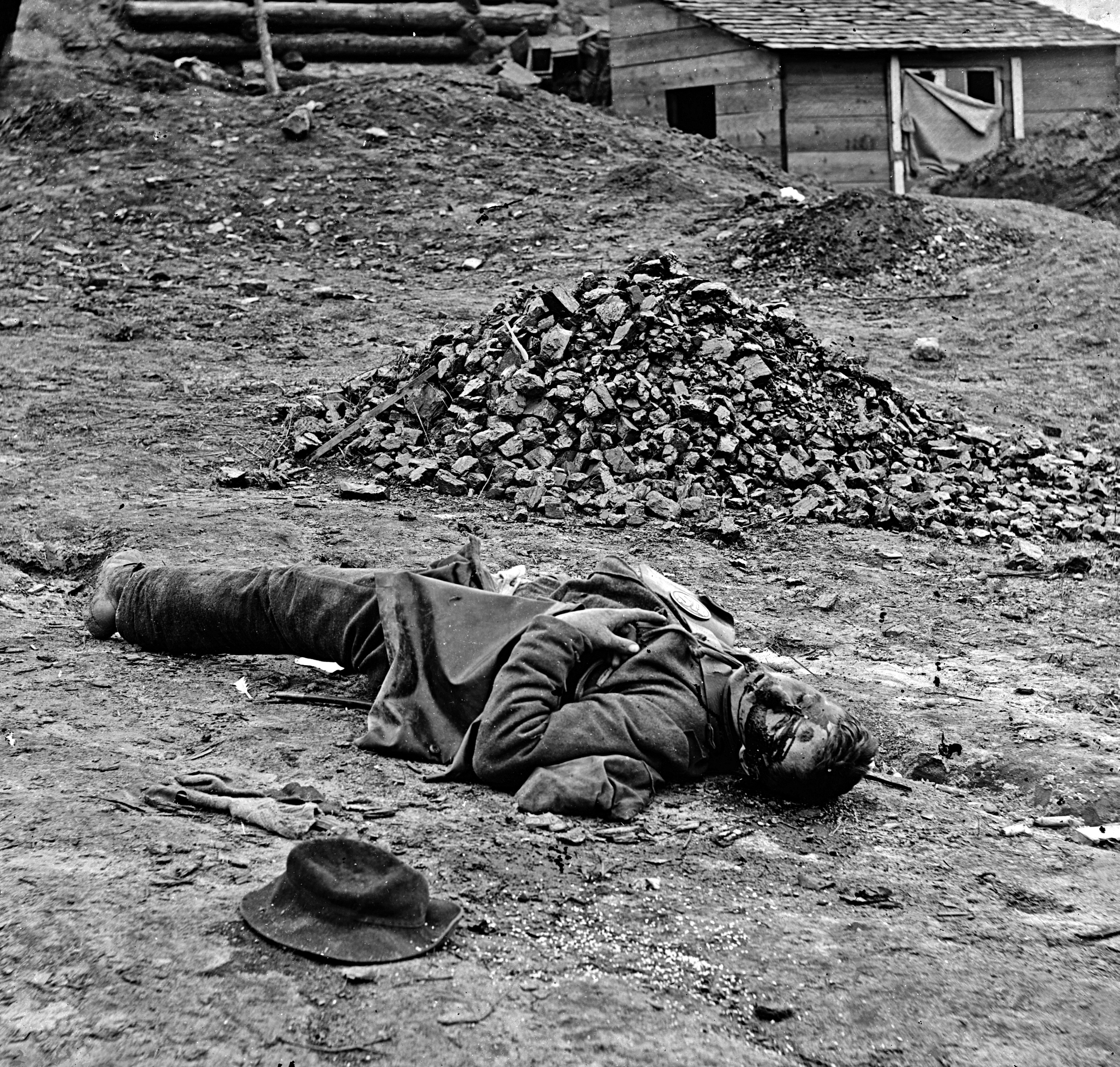
Soldado estadounidense fallecido (guerra civil estadounidense, 1865). Como causa de muerte puede determinarse «Agresión con disparo de rifle, escopeta y arma larga» (CIE-10 X94).

En derecho, medicina y estadísticas, la causa de la muerte es una determinación oficial de las circunstancias que provocan la muerte de un ser humano, que pueden registrarse en un certificado de defunción. La causa de la muerte es determinada por un médico legista. La causa de muerte es una enfermedad o lesión específica, en contraste con la forma de muerte que es un pequeño número de categorías como «natural», «accidental» y «homicidio», que tienen diferentes implicaciones legales.
Los códigos de la Clasificación Internacional de Enfermedades (CIE o ICD, por sus siglas en inglés) a menudo se usan para registrar la manera y la causa de muerte de una manera sistemática que facilita la compilación de estadísticas y que es más factible para comparar eventos entre jurisdicciones.

## Preocupaciones de precisión
Un estudio publicado en Preventing Chronic Disease descubrió que solo un tercio de los médicos residentes de la ciudad de Nueva York informaron que creían que el sistema actual de documentación era exacto. La mitad reportó la incapacidad de grabar "lo que ellos sintieron como la causa correcta de la muerte", citando razones tales como la limitación técnica y la instrucción de «poner algo más». Casi cuatro quintas partes informaron que no sabían que se podían hacer determinaciones de «probable», «presunto" o «indeterminado», y menos del tres por ciento informaron haber actualizado un certificado de defunción cuando se presentaron resultados de laboratorio conflictivos u otra información nueva, y las enfermedades cardiovasculares se indicaban como «el diagnóstico más frecuente incorrectamente informado».
Las causas de muerte a veces son cuestionadas por familiares o por el público, particularmente cuando existe algún grado de incertidumbre o ambigüedad en relación con a ellas. En ocasiones, tales disputas pueden ser el resultado de ─o a veces instigar─ una teoría de conspiración.
La percepción pública del riesgo relativo de muerte por varias causas está sesgada por la experiencia personal y por la cobertura de los medios. La frase «jerarquía de la muerte» se usa a veces para describir los factores que causan que algunas muertes reciban más atención que otras.

## Edad
Los departamentos de salud desalientan la inclusión de la vejez como causa de muerte porque hacerlo no beneficia a la salud pública ni a la investigación médica. La vejez no es una causa de muerte reconocida científicamente; siempre hay una causa más directa, aunque puede ser desconocida en ciertos casos y podría ser una de varias enfermedades asociadas al envejecimiento. Como factor indirecto o no determinativo, el envejecimiento biológico es el mayor contribuyente a las muertes en todo el mundo. Se estima que de las aproximadamente 150 000 personas que mueren cada día en todo el mundo, alrededor de dos tercios -100 000 por día- mueren por causas relacionadas con la edad. En las naciones industrializadas, la proporción es mucho más alta, llegando al 90%.
Una visión alternativa de la mortalidad es considerar la pérdida estimada en los años de vida de causas de muerte distintas de las relacionadas con la edad. Una infografía preparada por Thomas Porostocky y publicada en 2013 compara 2005 y 2010 en esta dimensión de «años de vida perdidos anualmente».

## Muerte causada por el estado emocional
También hay nociones populares de que alguien puede estar «muerto de miedo» o morir de soledad o angustia. Experimentar miedo, estrés extremo o ambos pueden causar cambios en el cuerpo que pueden, a su vez, conducir a la muerte. Por ejemplo, es posible que la sobreestimulación del nervio vago, que disminuye la frecuencia cardíaca en un mecanismo relacionado con el comportamiento de la muerte aparente (también conocida como «hacerse el muerto» o «hacerse la zarigüeya»), es la causa de casos documentados de muerte psicógena. La respuesta de huida o lucha al miedo o al estrés tiene el efecto opuesto, aumentar la frecuencia cardíaca a través de las hormonas del estrés y puede causar problemas cardiovasculares (especialmente en aquellos con condiciones preexistentes). Este es el mecanismo propuesto para el aumento observado en la tasa de mortalidad por paro cardíaco después de eventos extremadamente estresantes y ampliamente experimentados, como terrorismo, ataques militares y desastres naturales (incluso entre quienes no se encuentran en el área afectada) y por muertes documentadas en asaltos y otros eventos aterradores que no causaron daños físicos traumáticos.  La causa médica de muerte proximal en estos casos probablemente se registre como insuficiencia cardíaca o inhibición vagal (que también tiene otras causas potenciales como golpes en ciertas partes del cuerpo y lesiones nerviosas).
Una condición específica observada como resultado del estrés agudo, la miocardiopatía de takotsubo, o «síndrome del corazón roto», pero el estrés no tiene que estar relacionado con la relación y no tiene que ser negativo.

## Implicaciones legales

### Estados Unidos
Algunos contratos de seguro, como las pólizas de seguro de vida, tienen reglas especiales para ciertas causas de muerte. Las lesiones intencionales, por ejemplo, pueden invalidar las reclamaciones según los términos de dicho contrato.